# Alpské lyžování na Zimních olympijských hrách 2014 – sjezd ženy
Sjezd žen na Zimních olympijských hrách 2014 se konal ve středu 12. února jako druhý ženský závod olympiády v lyžařském středisku Roza Chutor poblíž Krasnoj Poljany. Soutěž odstartovala v 8.00 hodin SEČ. Závodu se zúčastnilo 40 závodnic z 20 zemí. Přihlášená Lichtenštejnka Tina Weiratherová do závodu nezasáhla.
Úřadující mistryní světa byla Francouzka Marion Rollandová a obhájkyní olympijského zlata pak Američanka Lindsey Vonnová, která musela účast na XXII. hrách odříct pro poranění kolena, které si přivodila během sjezdu Světového poháru ve Val d'Isere.
Trať byla po odjetí tří závodnic v tréninku 6. února upravena pro příliš nebezpečný závěrečný skok. Italka Daniela Merighettiová vznesla po dojetí protest, když ji po dopadu trápila bolest obou kolen.
Česká závodnice Klára Křížová dojela na 21. místě, což znamenalo nejlepší umístění české zástupkyně v olympijském sjezdu za uplynulých 30 let, od ZOH 1984 v Sarajevu, kdy na bronzové příčce skončila matka Křížové Olga Charvátová-Křížová.

## Medailistky
Olympijskými vítězkami se staly Slovinka Tina Mazeová a Švýcarka Dominique Gisinová, když dojely ve shodném čase na jednu setinu sekundy. Stříbro tak nebylo uděleno. Bronzovou medaili si odvezla další Švýcarka  Lara Gutová. Mazeová získala pro Slovinsko historicky první zlatý olympijský kov ze soutěží v alpském lyžování. Švýcarští alpští lyžaři měli na olympijském pódiu dva zástupce naposledy na ZOH 1988 v Calgary, a to ve sjezdové soutěži mužů. Gisinová představovala pátou švýcarskou olympijskou šampiónku ve sjezdu a první po 30 letech od zlata Michele Figiniové na ZOH 1984.
Poosmé poznal závod zimních olympijský her dva vítěze. Poprvé se tak stalo ve Svatém Mořici na ZOH 1928 v rychlobruslení mužů na 500 m a naposledy předtím na ZOH 2002 v Salt Lake City v krasobruslařské soutěži sportovních dvojic.
| Sjezd ženy   |                    |             |
| Zlato        | Zlato              | Bronz       |
|              |                    |             |
| Tina Mazeová | Dominique Gisinová | Lara Gutová |
| Slovinsko    | Švýcarsko          | Švýcarsko   |

## Výsledky
| 1.                                                                                             | 21. | Tina Mazeová                        | Slovinsko              | 1:41.57 |       |
| 1.                                                                                             | 8.  | Dominique Gisinová                  | Švýcarsko              | 1:41.57 |       |
| 3.                                                                                             | 18. | Lara Gutová                         | Švýcarsko              | 1:41.67 | +0.10 |
| 4.                                                                                             | 9.  | Daniela Merighettiová               | Itálie                 | 1:41.84 | +0.27 |
| 5.                                                                                             | 1.  | Fabienne Suterová                   | Švýcarsko              | 1:41.94 | +0.37 |
| 6.                                                                                             | 26. | Lotte Smisethová Sejerstedová       | Norsko                 | 1:42.01 | +0.44 |
| 7.                                                                                             | 25. | Edit Miklósová                      | Maďarsko               | 1:42.28 | +0.71 |
| 8.                                                                                             | 12. | Julia Mancusová                     | Spojené státy americké | 1:42.56 | +0.99 |
| 9.                                                                                             | 5.  | Nicole Hospová                      | Rakousko               | 1:42.62 | +1.05 |
| 10.                                                                                            | 27. | Ilka Štuhecová                      | Slovinsko              | 1:42.65 | +1.08 |
| 11.                                                                                            | 7.  | Laurenne Rossová                    | Spojené státy americké | 1:42.68 | +1.11 |
| 12.                                                                                            | 11. | Elena Fanchiniová                   | Itálie                 | 1:42.70 | +1.13 |
| 13.                                                                                            | 20. | Maria Höflová-Rieschová             | Německo                | 1:42.74 | +1.17 |
| 14.                                                                                            | 23. | Verena Stufferová                   | Itálie                 | 1:42.75 | +1.18 |
| 15.                                                                                            | 3.  | Viktoria Rebensburgová              | Německo                | 1:42.76 | +1.19 |
| 16.                                                                                            | 19. | Elisabeth Görglová                  | Rakousko               | 1:42.82 | +1.25 |
| 17.                                                                                            | 10. | Stacey Cooková                      | Spojené státy americké | 1:43.05 | +1.48 |
| 18.                                                                                            | 6.  | Maruša Ferková                      | Slovinsko              | 1:43.24 | +1.67 |
| 19.                                                                                            | 35. | Chemmy Alcottová                    | Velká Británie         | 1:43.43 | +1.86 |
| 20.                                                                                            | 28. | Larisa Yurkiwová                    | Kanada                 | 1:43.46 | +1.89 |
| 21.                                                                                            | 29. | Klára Křížová                       | Česko                  | 1:43.47 | +1.90 |
| 22.                                                                                            | 30. | Nadia Fanchiniová                   | Itálie                 | 1:43.48 | +1.91 |
| 23.                                                                                            | 13. | Kajsa Klingová                      | Švédsko                | 1:43.69 | +2.12 |
| 24.                                                                                            | 14. | Cornelia Hütterová                  | Rakousko               | 1:43.82 | +2.25 |
| 25.                                                                                            | 34. | Sara Hectorová                      | Švédsko                | 1:44.23 | +2.66 |
| 26.                                                                                            | 2.  | Jacqueline Wilesová                 | Spojené státy americké | 1:44.35 | +2.78 |
| 27.                                                                                            | 24. | Ragnhild Mowinckeovál               | Norsko                 | 1:44.43 | +2.86 |
| 28.                                                                                            | 32. | Jelena Jakovišinová                 | Rusko                  | 1:44.45 | +2.88 |
| 29.                                                                                            | 37. | Greta Smallová                      | Austrálie              | 1:44.79 | +3.22 |
| 30.                                                                                            | 31. | Maria Bedarevová                    | Rusko                  | 1:45.29 | +3.72 |
| 31.                                                                                            | 42. | Kristina Saalová                    | Slovensko              | 1:45.98 | +4.41 |
| 32.                                                                                            | 38. | Macarena Simari Birknerová          | Argentina              | 1:46.44 | +4.87 |
| 33.                                                                                            | 36. | Karolina Chrapeková                 | Polsko                 | 1:46.90 | +5.33 |
| 34.                                                                                            | 40. | Noelle Barahona                     | Chile                  | 1:49.70 | +8.13 |
| 35.                                                                                            | 41. | Anna Bereczová                      | Maďarsko               | 1:50.97 | +9.40 |
|                                                                                                | 16. | Tina Weiratherová                   | Lichtenštejnsko        | DNS     |       |
|                                                                                                | 4.  | Marie Marchandová-Arvierová         | Francie                | DNF     |       |
|                                                                                                | 15. | Carolina Ruizová Castillová         | Španělsko              | DNF     |       |
|                                                                                                | 17. | Marianne Kaufmannová-Abderhaldenová | Švýcarsko              | DNF     |       |
|                                                                                                | 22. | Anna Fenningerová                   | Rakousko               | DNF     |       |
|                                                                                                | 33. | Alexandra Colettiová                | Monako                 | DNF     |       |
|                                                                                                | 39. | Ania Monica Caillová                | Rumunsko               | DNF     |       |
| Č. – startovní číslo závodnice, DNS – závodnice nenastoupila na start, DNF – nedojela do cíle. |     |                                     |                        |         |       |